# Loddes
Loddes är en kommun i departementet Allier i regionen Auvergne-Rhône-Alpes i de centrala delarna av Frankrike. Kommunen ligger  i kantonen Le Donjon som ligger i arrondissementet Vichy. År 2022 hade Loddes 167 invånare.

## Befolkningsutveckling
Antalet invånare i kommunen Loddes
Referens: INSEE